# Duckeola pavani
Duckeola pavani är en biart som först beskrevs av Jesus Santiago Moure 1963.  Duckeola pavani ingår i släktet Duckeola och familjen långtungebin. Inga underarter finns listade i Catalogue of Life.